# Estudiantes de Mérida Fútbol Club
L'Estudiantes de Mérida Fútbol Club és un club de futbol veneçolà de la ciutat de Mérida.

## Història
El club va ser fundat el 4 d'abril de 1971. Disputa els seus partits a l'Estadi Metropolitano de Mérida, que va ser inaugurat el 7 de desembre de 2005. Anteriorment havia jugat a l'Estadi Guillermo Soto Rosa, amb capacitat per a 14.000 espectadors i que havia estat inaugurat el 5 de setembre de 1969.

## Palmarès
- Lliga veneçolana de futbol[1]
  - Era Professional: 1980, 1985.
- Copa veneçolana de futbol:[2]
  - 1971, 1975, 1985